# Tân Dương, Bảo Yên
Tân Dương là một xã thuộc huyện Bảo Yên, tỉnh Lào Cai, Việt Nam.
Xã Tân Dương có diện tích 32,11 km², dân số năm 1999 là 574 người, mật độ dân số đạt 18 người/km².